# طاح الجمل (مسلسل)
طاح الجمل، مسلسل كويتي، من إخراج نادر الحداد، وتأليف عبد العزيز الحشاش.

## الممثلون
شارك في المُسلسل عددًا من الفنانين، وهم:
- سعاد علي بدور «موزة».
- أحمد السلمان بدور «فرحان».
- إنتصار الشراح بدور «أم سليمان».
- منى شداد بدور «سبيجة».
- شيماء علي بدور «جوري».
- محمد طاحون بدور «سهيل».
- عباس مراد بدور «ضابط المخفر».
- جمال الشطي.
- ناصح الفضلي.
- مها سالم.
- هاشم مرزوق.